# 相乗温泉
相乗温泉（あいのりおんせん）は、青森県平川市（旧国陸奥国）にある温泉である。秋田県との境の近くにある。

## 泉質
- 単純温泉
- 含鉄食塩泉
  - 源泉温度45から76℃。
  - 源泉掛け流しである。

## 効能
神経痛、リューマチ、胃腸病、冷え性、婦人病。

## 温泉街
秋田県との県境の矢立峠に近い国道7号沿いを流れる平川の源流の一つである相乗沢川付近にある一軒宿の温泉。
国道の反対側には、線形改良により放棄された奥羽本線旧線の廃線跡の遺構が残っている。

## 歴史
開湯（開業）は、1955年（昭和30年）である。
当初は一軒宿の温泉であった。
その後、1969年頃、ウォータースライダーをはじめとする温泉プールなどのレジャー施設を保有していた規模の大きな温泉ホテルとなり、「ウォーターコースター、走る水しぶき、目もくらむこの速さ、エキサイティングハードに、あいのり温泉」や「一度おいでよ、あいのり温泉」というCMソングは青森県内をはじめ、近隣の道県でも放送され人気の施設であったが、1998年（平成10年）に倒産してからは、しばらく廃墟状態が続いていた。しかし、規模の縮小はあったが2004年（平成16年）、老人健康施設｢グループホームあいのり」と併設する形で小規模な温泉旅館「羽州路の宿あいのり」が開業し、6年ぶりに復活した。
なお、NHKテレビの往年の紀行ドキュメンタリー番組『新日本紀行』において、1970年（昭和45年）9月21日に放送された「三重連の峠〜秋田・青森県境　矢立峠〜」の回では、上りの貨物列車を牽引して（旧線時代の）奥羽本線の矢立峠越えに挑むD51の三重連の雄姿と、国道7号を行き交う車を背景にして、大勢の遊泳客で賑わう、1970年（撮影・収録は同年8月下旬）当時の相乗温泉の温泉プールの様子の映像が収められている。

## アクセス
- 車: 東北自動車道碇ヶ関ICから国道7号経由4.4km（約6分）
- JR奥羽本線 津軽湯の沢駅より徒歩約40分（約2.3km）
- 秋北バス 矢立ハイツ（道の駅やたて峠）バス停より徒歩約16分（1.3km）
- 弘南バス　岩淵公園入口バス停より徒歩約35分（約2km）

## 周辺
- 古遠部温泉
- 秋元温泉
- 矢立峠
- 道の駅やたて峠
- 矢立温泉
- 日景温泉